# Liste der Bodendenkmäler in Schneeberg (Unterfranken)
Auf dieser Seite sind die Bodendenkmäler in dem unterfränkischen Markt Schneeberg zusammengestellt. Diese Tabelle ist eine Teilliste der Liste der Bodendenkmäler in Bayern. Grundlage ist die Bayerische Denkmalliste, die auf Basis des Bayerischen Denkmalschutzgesetzes vom 1. Oktober 1973 erstmals erstellt wurde und seither durch das Bayerische Landesamt für Denkmalpflege geführt wird. Die folgenden Angaben ersetzen nicht die rechtsverbindliche Auskunft der Denkmalschutzbehörde.

## Bodendenkmäler in Schneeberg
| Lage                  | Objekt | Akten-Nr.     | Bild |
| --------------------- | --- | ------------- | ---- |
| Schneeberg (Standort) | Spätmittelalterliche bis frühneuzeitliche Landwehr. | D-6-6321-0024 |      |
| Schneeberg (Standort) | Siedlung der römischen Kaiserzeit. | D-6-6321-0025 |      |
| Schneeberg (Standort) | Archäologische Befunde im Bereich der mittelalterlichen, in der frühen Neuzeit erweiterten Katholischen Wallfahrts- und Pfarrkirche St. Maria von Schneeberg mit mittelalterlichem Vorgängerbau; 1931 Erweiterung. | D-6-6321-0077 |      |
| Schneeberg (Standort) | Archäologische Befunde im Bereich der frühneuzeitlichen Feldkapelle bei Schneeberg. | D-6-6321-0078 |      |